# Григорьев, Леонид Маркович
Леони́д Ма́ркович Григо́рьев (род. 22 марта 1947, Москва) — российский экономист, ординарный профессор, научный руководитель Департамента мировой экономики факультета мировой экономики и мировой политики Высшей школы экономики; член Попечительского совета Всемирного фонда дикой природы (WWF-Russia). Один из основателей Экономико-математической школы при Экономическом факультете МГУ и член/председатель её Совета в 1967—1971 годах. Кандидат экономических наук.

## Биография
Окончил экономический факультет МГУ им. М.В. Ломоносова в 1968 году. В 1973 году стал кандидатом экономических наук, защитив диссертацию на тему «Циклическое воспроизводство основного капитала: на примере США». Повышал квалификацию в Wharton Econometric Forecasting Associates (Philadelphia, USA) в 1979 году и Европейском институте делового управления (INSEAD в 1999 году, Фонтенбло, Франция), курс «Управление людьми».
В 1968—1969 годах являлся членом Совета, а с 1969 по 1971 год был Председателем Совета Экономико-математической школы (ЭМШ) при экономическом факультете МГУ.
В 1971 году в качестве научного сотрудника начал работать в Институте мировой экономики и международных отношений АН СССР (ИМЭМО), впоследствии став там заведующим сектором экономической конъюнктуры и заведующим отделом, оставался там до 1991 года, поддерживает связи с ИМЭМО РАН по сей день.
С 1990 года был привлечен в качестве эксперта к работе Комиссии по экономической реформе сначала Правительства СССР, а в дальнейшем Правительства Российской Федерации. Принимал участие в составлении программы «500 дней». В 1991 году заведовал сектором приватизации в Институте экономической политики.
С 1991 по 1992 год работал в должности заместителя министра экономики и финансов РФ, являясь при этом председателем Комитета по иностранным инвестициям. Начиная с 1992 года, в течение пяти лет трудился в качестве советника в российском директорате Международного банка реконструкции и развития.
В 1997 году возглавил фонд «Бюро экономического анализа», в котором проработал в должности Генерального директора до 2001 года. В 1999 году стал членом Совета по внешней и оборонной политике, был членом Комитета по политике развития ЭКОСОК при ООН в 1999—2006 годах.
С июля 2001 по 2004 год работал в «Экспертном институте», в 2005—2009 годах — Председатель Правления Экспертного института.
С декабря 2004 по декабрь 2010 года являлся Президентом фонда «Институт энергетики и финансов». С 2005 по сентябрь 2010 года являлся деканом факультета менеджмента Международного университета в Москве. 2011—2012 гг. — Заместитель генерального директора ФГБУ «Российское энергетическое агентство» Министерства энергетики Российской Федерации.
В 2002—2005 годах Президент Ассоциации независимых центров экономического анализа (АНЦЭА),
С 2006 г. — Член Международного дискуссионного клуба «Валдай»
2006—2014 гг. — Председатель Правления Всемирного фонда дикой природы (WWF-Russia). С мая 2014 г. — член Попечительского совета Всемирного фонда дикой природы (WWF-Russia).
С августа 2011 г. — профессор, заведующий кафедрой мировой экономики, факультета мировой экономики и мировой политики НИУ ВШЭ. В 2014—2016 годах — руководитель Департамента мировой экономики; с 2016 г. — научный руководитель Департамента мировой экономики Факультета мировой экономики и политики НИУ ВШЭ.
С марта 2013 г. по 2022 г. — советник в Аналитическом центре при Правительстве Российской Федерации.

## Научные интересы
Научные интересы Л. М. Григорьева включают анализ развития мировой и российской экономики; деловые циклы, мировую энергетику; изучение института права собственности, проблем корпоративного контроля и приватизации, исследование проблем накопления и частной финансовой системе, а также проблемы социальной структуры, интересов и поведения: средний класс, элиты.

## Членство в редколлегиях
С 2002 г. член научно-консультативного Совета журнала «Россия в глобальной политике»
С 2009 г. член Национального Академического Совета по БРИКС
С 2015 г.: член редсовета журнала «Russian Journal of Economics» (RuJEc)
С 2013 г.: член редколлегии журнала «ЭКО»
С 2019 г.: Член Международной редакционной коллегии BJE («BRICS Journal of Economics»), МГУ
С 2023 г.: Главный редактор журнала (совместно с И.А. Макаровым) "Современная мировая экономика", НИУ-ВШЭ

## Награды и номинации
2013 год — Медаль АНЦЭА «За вклад в развитие политэкономического подхода к анализу институциональных проблем российской экономики»
2016 год — Международная Леонтьевская медаль «За выдающиеся заслуги в экономических исследованиях и реформировании российской экономики»
2019 год — Номинирован на Премию Егора Гайдара «За выдающийся вклад в области экономики»